# Cato Ridge
Cato Ridge ist ein Ort in der Metropolgemeinde eThekwini in der Provinz KwaZulu-Natal von Südafrika, der etwa 50 km westlich von Durban und 30 km östlich von Pietermaritzburg an der Hauptverkehrsverbindung zwischen diesen beiden Städten liegt. Bei Cato Ridge entspringt der Sterkspruit, der sich in der Talsperre Nshongweni Dam mit dem Umlaas (auch Mlazi) vereinigt.
Der Ort ist nach George Christopher Cato (1814–1893), dem ersten Bürgermeister von Durban, benannt. Georgedale, ein Ortsteil von Cato Ridge, ist der Geburtsort von James Mpanza, der als Father of Soweto bekannt wurde.
Cato Ridge liegt an der Fernstraße N3 und an der Eisenbahnhauptstrecke Pietermaritzburg–Durban. Diese wurde am 1. Oktober 1880 von der Natal Government Railways in Betrieb genommen und führte zunächst nur bis Camperdown, der durchgehende Betrieb bis Pietermaritzburg wurde zwei Monate später am 1. Dezember des gleichen Jahres aufgenommen. 1921 wurde zwischen Cato Ridge und Rossburgh eine neue Streckenführung in Betrieb genommen, die im Gegensatz zur alten maximal 15 ‰ statt 33 ‰ Neigung aufwies. Cato Ridge ist der Endpunkt der auf der neuen Hauptstrecke nach Durban verkehrenden Züge der Metrorail Durban.
Cato Ridge ist Standort einer Schmelzhütte von African Rainbow Minerals, die 1959 den Betrieb aufnahm. In ihr wird aus Manganerz, das aus Gruben in der Provinz Nordkap stammt, Ferromangan hergestellt.